# Brunon Edward Gardo
Brunon Edward Gardo (ur. 10 października 1856 we wsi Ostrowieczko, zm. 27 maja 1916) – polski nauczyciel Katolickiej Szkoły Ludowej we Wrześni, związany ze strajkiem dzieci wrzesińskich w latach 1901–1902.

## Życiorys
Syn ekonoma majątku ziemskiego Ostrowieczko Ezechiela Gardo i Nepomuceny zd. Wiśniewskiej. Kwalifikacje nauczycielskie zdobył w Paradyżu. Uczył od 1877. Pracował w miejscowościach takich jak Mieschko, Garboszewo oraz Września, gdzie uczył geografii i innych przedmiotów związanych z naukami przyrodniczymi w Katolickiej Szkole Ludowej. Odegrał znaczącą rolę w wydarzeniach związanych ze strajkiem dzieci wrzesińskich. Sympatyzował z dziećmi i rodzicami oraz zachęcał do trwania w oporze. Dzięki jego anonimowym listom do redakcji Dziennika Kujawskiego zaczęły ukazywać się artykuły opisujące przebieg strajku. Za wsparcie strajku został karnie przeniesiony w 1902 na Pomorze Gdańskie.
Zmarł w 27 maja 1916 w Poznaniu. Pogrzeb odbył się na cmentarzu parafii Bożego Ciała przy ul. Bluszczowej w Poznaniu, lokalizacja grobu nie jest znana, grób zaginął.

## Życie prywatne
Jego pierwszą żoną była Józefa Siędzierska, drugą Marianna Urbańska.